# Total Recall (2012)
Total Recall är en science fictionfilm från 2012 i regi av Len Wiseman. Filmen är en remake, men den är mer trogen Philip K. Dicks novell We Can Remember It for You Wholesale från 1966 än förlagan Total Recall från 1990, där Arnold Schwarzenegger spelade huvudrollen. Filmplanerna anmäldes första gången 2009. I nyinspelningen innehar Colin Farrell huvudrollen. Filmen hade premiär i USA och Kanada den 3 augusti 2012 och visades i Sverige från den 8 augusti 2012.

## Om filmen
Huvudtemat om verkligheten kontra inplanterat minne är detsamma som förlagans, men till skillnad mot denna förekommer till exempel ingen resa till Mars i nyinspelningen. I stället är handlingen förlagd till de två framtida staterna New Shanghai och Euroamerica, där ett politiskt maktspel utspelar sig. Filmen blandar samman inflytanden från väst och öst, allt eftersom de dominerande två staternas, United Federation of Britain och The Colony, intressen står på spel.
Filmen handlar om hur fabriksarbetaren Douglas Quaid, börjar misstänka att han är en spion after att ha besökt Total Rekall, ett företag som förvandlar dina drömmar till verklighet. Quaid tog beslutet att prova på Total Rekall som en liten semester från sitt långtråkiga liv och bestämmer sig för att prova på hur det skulle vara att bli en hemlig agent. Men behandlingen går fel och hans riktiga minne väcks till liv. Quaid blir en jagad man och gränslandet mellan verklighet och fantasi suddas ut.

## Rollista
- Colin Farrell - Douglas Quaid/Carl Hauser.[7]
- Kate Beckinsale - Lori[8]
- Jessica Biel - Melina[8]
- Bryan Cranston - Vilos Cohaagen[9][10]
- Bokeem Woodbine - Harry
- Bill Nighy - Matthias Lair[11]
- John Cho - Bob McClane.[12]
- Kaitlyn Leeb - The Seductive Woman (aka Three-Breasted Woman)[13][14]

## Mottagande
Filmen blev inte den succé som producenterna väntat. Svenska recensioner är allt annat än översvallande. Dagens Nyheter är inte alls nöjd med Colin Farrells insats och summerar: "Det bästa man kan säga är nog att det går fort, alla har bråttom, och det går snart över."